# Ballspiele (Computerspielsammlung)
Ballspiele ist eine Sportspielsammlung für Spielkonsolen, die 60 Varianten von Pong enthält. Sie kam ab 1976 unter verschiedenen Bezeichnungen, darunter Paddle Games, Pro Sport 60, Bat & Ball, Super Sport und Olympics, für Konsolen auf Basis des Mikroprozessor Signetics 2650A auf den Markt. Dazu zählten das 1292 Advanced Programmable Video System, der Interton VC 4000 oder die Hanimex HMG 2650.

## Spielprinzip
Ähnlich wie die Atari-Veröffentlichung Video Olympics enthält dieser Titel eine Sammlung von 60 Pong-Varianten, die populäre Ballsportarten auf den Fernseher bringen. Die Aufteilung ist:
- 10 Varianten Pong
- 10 Varianten Hockey
- 5 Varianten Tennis
- 5 Varianten Volleyball
- 10 Varianten Basketball
- 20 Varianten Breakout

Die Varianten entstehen durch die unterschiedlichen Schwierigkeitsgrade der Spiele in fünf Stufen (für Ballspiele: Anfänger, Progress, Profi, Trick 1, Trick 2). Die Schwierigkeitsgrade beeinflussen die Ballgeschwindigkeit und den Flugwinkel, auf den Trickstufen hat der Spieler selbst entsprechende Manipulationsmöglichkeiten. Die Spiele können sowohl alleine als auch zu zweit und, je nach Variante, mit- und gegeneinander gespielt werden.

## Entwicklung und Veröffentlichung

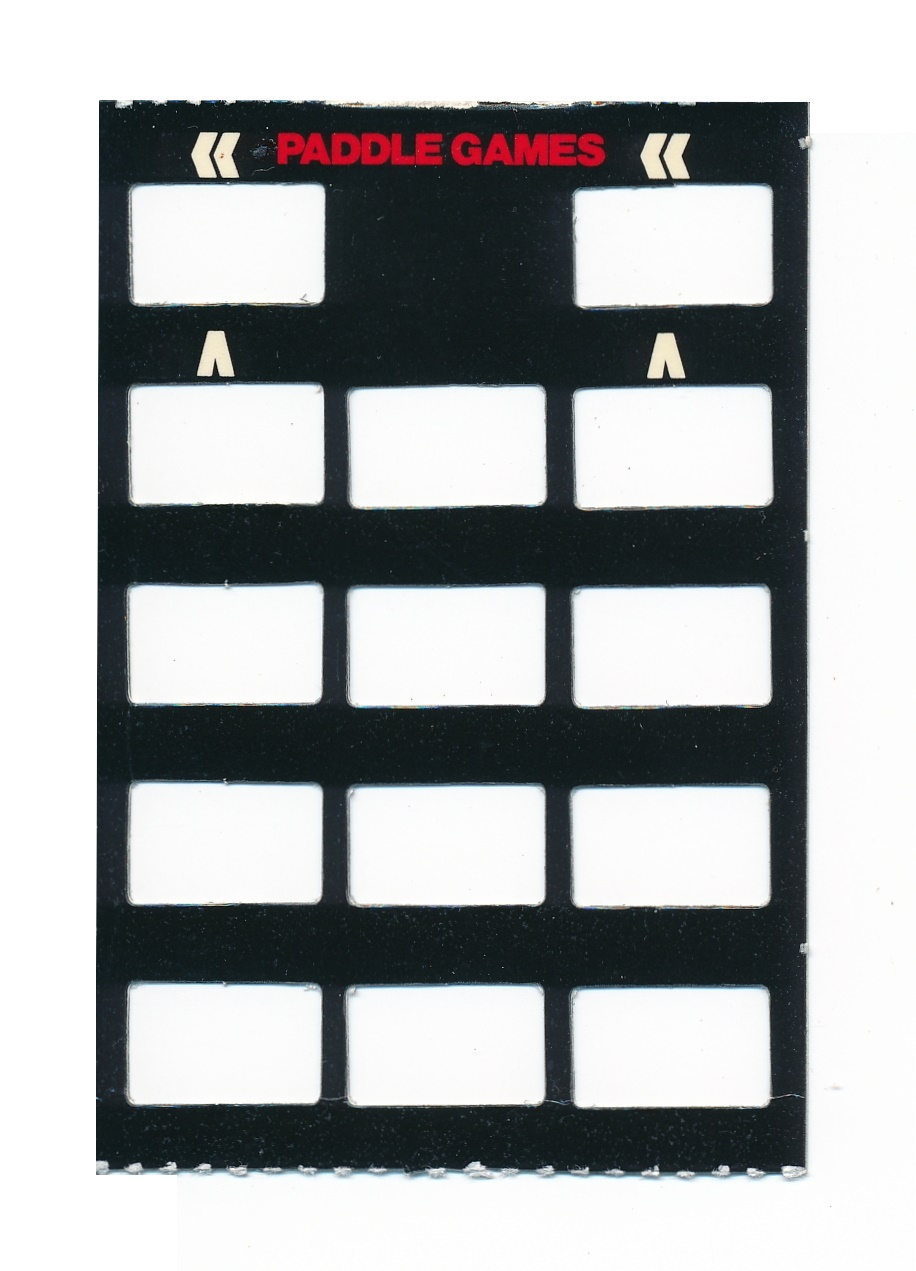
Overlays für die Controller

Die Entstehungs- und Veröffentlichungsgeschichte des Spiels ist lückenhaft. Ballspiele für den Interton VC 4000 wurde als Modul mit der Nummer 3 veröffentlicht. Wie bei vielen Spielen für den VC 4000, lagen zwei passende Papp-Schablonen für die Controller bei, um die Bedienung zu erleichtern. Der Verkaufspreis lag beispielsweise 1981 im Quelle-Katalog bei DM 79,-.

## Rezeption
Im 1984 veröffentlichten Buch Das grosse Handbuch der Video-Spiele beurteilte Autor Hartmut Huff Ballspiele wie folgt:
- Spielwitz: 3
- Aktion: 3
- Grafik: 2–3
- Sound: 4–5
- Bedienungsanleitung: 1
- Gesamturteil: 3

„Einer der alten Telespielbestseller neu aufgelegt als variantenreiches ›Ball‹-Spiel gleich Reaktionsspiel.“